# Joan van Pallandt
Joan Jacob Adolf Alexander, baron van Pallandt, heer van Westervoort ('s-Gravenhage, 5 april 1807 - Arnhem, 19 juni 1876) was van 1841 tot 1872 burgemeester van Arnhem. 

## Biografie
Van Pallandt was de zoon van Frederik Willem Floris Theodorus van Pallandt en Anna Jacoba Wilhelmina van Aylva. Hij had vier broers en zussen, waaronder politicus Hans Willem van Aylva van Pallandt.
Van Pallandt overleed op 19 juni 1876 op 69-jarige leeftijd.

## Loopbaan
Van Pallandt studeerde Rechtsgeleerdheid in Velp, en ging na zijn studie werken als advocaat in Arnhem in 1829. In 1833 kwam hij in de Arnhemse gemeenteraad om in 1836 als wethouder aangesteld te worden. Op 20 september 1841 werd van Pallandt benoemd tot burgemeester van Arnhem. Van 1845 tot 1850 was hij tevens lid van de provinciale staten van Gelderland.
Van Pallandt werd op 10 oktober 1854 benoemd tot commandeur in de Orde van de Eikenkroon.

## Trivia
- Een straat in de Burgemeesterswijk in Arnhem (de van Pallandtstraat) is naar Van Pallandt vernoemd.

- International Standard Name Identifier: 0000 0003 8828 7757
- Nederlandse Thesaurus van Auteursnamen: 073384933
- Virtual International Authority File: 281430872
- WorldCat: E39PBJvHgDcPfVWkqkK6GKVcT3